# Petruskirche (Unterrath)

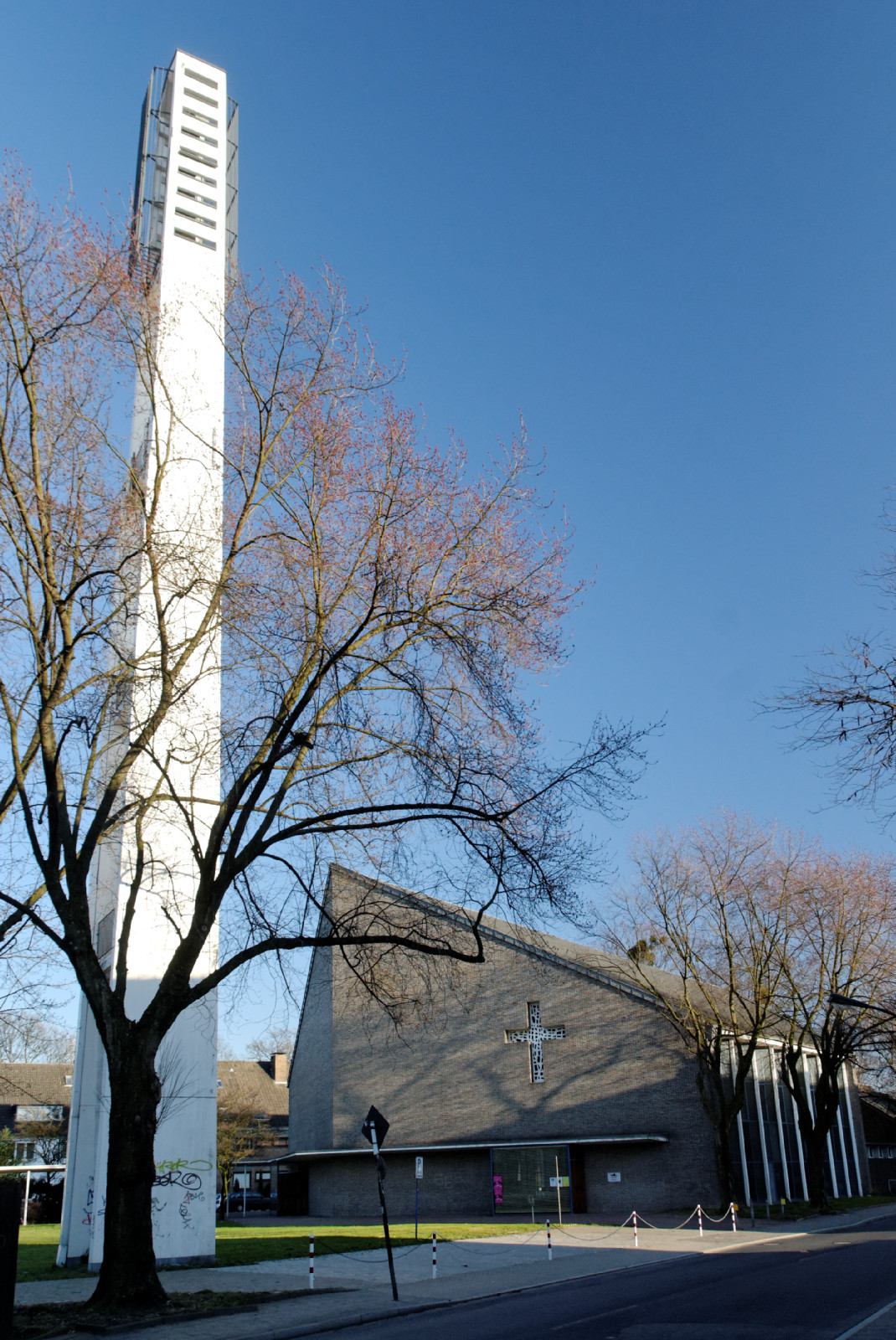
Petruskirche

Die evangelische Petruskirche steht in Düsseldorf-Unterrath, Am Röttchen 10. Sie gehört zur Evangelischen Kirchengemeinde Unterrath–Lichtenbroich im Kirchenkreis Düsseldorf der Evangelischen Kirche im Rheinland.

## Architektur
Die Kirche wurde 1955/1956 nach Plänen von Helmut Hentrich erbaut. Mitarbeiter waren Petschnigg und Partner. Der Grundriss hat die Form eines langgezogenen Sechsecks. Die Dachkonstruktion ist von unten einsehbar und besteht aus einem aus Mannesmann-Stahlrohren geformten Gitterwerk. Vor dem Kirchenbau wurde ein freistehender Glockenturm aus Stahlbeton errichtet.

## Orgel
Der Orgelbauer Willi Peter erbaute 1962 für die Kirche eine Orgel mit 48 Registern auf vier Manualen und Pedal. Disposition und Mensuren stammen von Ernst Karl Rößler, der großzügige Freipfeifenprospekt mit teils gegenläufigen und sich überschneidenden Schrägfeldern wurde von Walter Putfarken konzipiert. Vom freistehenden Spieltisch aus kann auch die Chororgel als IV. Manual angespielt werden; diese besitzt aber auch einen eigenen Spieltisch. Das Barem 16′ im Pedal der Chororgel ist ein weich-singendes Gedackt. Die Disposition lautet:
| I Hauptwerk C–g3     |        |
| Rohrpommer           | 16′    |
| Prinzipal            | 8′     |
| Gedecktflöte         | 8′     |
| Octave               | 4′     |
| Koppelflöte          | 4′     |
| Rohrnasat            | 2 ⁄3′  |
| Superoctave          | 2′     |
| Übl. Doppelrohrflöte | 2′     |
| Rohrterz             | 1 3⁄5′ |
| Mixtur VI            | 2′     |
| Trompete             | 8′     |

| II Schwellwerk C–g3  |       |
| Holzprinzipal        | 8′    |
| Bleigedackt          | 8′    |
| Prinzipal            | 4′    |
| Traversflöte         | 4′    |
| Octave II            | 2′    |
| Jauchzend Pfeife     | 1′    |
| Span. Hintersatz III | 1 ⁄3′ |
| Scharff IV-VI        | 1′    |
| Basson-Schalmei      | 16′   |
| Clarino              | 8′    |
| Tremulant            |       |

| III Brustwerk C–g3  |       |
| Holzgedeckt         | 8′    |
| Quintade            | 8′    |
| Rohrtraverse        | 4′    |
| Praestant           | 2′    |
| Sing. Nachthorn     | 2′    |
| Übl. Rohrgemsquinte | 1 ⁄3′ |
| Zimbel III          | 1⁄2′  |
| Vox humana          | 8′    |
| Tremulant           |       |
| Zimbelstern         |       |

| IV Chororgel C–g3   |       |
| Gemshorn            | 8′    |
| Rohrgedackt         | 8′    |
| Prinzipal           | 4′    |
| Sing. Nachthorn     | 4′    |
| Rohrschweizerpfeife | 2′    |
| Rauschpfeife V      | 2′    |
| Glöckleinton III    | 1 ⁄3′ |
| Rohrkrummhorn       | 8′    |
| Tremulant           |       |
| Pedal der Chororgel |       |
| Barem               | 16′   |
| Offenflöte          | 8′    |

| Pedal C–f1      |     |
| Prinzipal       | 16′ |
| Subbaß          | 16′ |
| Octavbaß        | 8′  |
| Trichtergedeckt | 8′  |
| Gemshorn        | 4′  |
| Rauschwerk IV   | 4′  |
| Contrafagott    | 32′ |
| Posaune         | 16′ |
| Feldtrompete    | 4′  |

Übl. = überblasend
- Koppeln: II/I, III/I, IV/I, III/II, I/P, II/P, III/P, IV/P
- Spielhilfen: Handregister, 2 freie Kombinationen, Tutti
- Traktur: elektrische Spiel- und Registertraktur, Kegelladen (Hauptorgel) bzw. Schleifladen (Chororgel)